# ونرتا
ونرتا (به ایتالیایی: Venarotta) یک کومونه در ایتالیا است که در استان اسکولی پیچنو واقع شده‌است.

## خصوصیات
ونرتا ۳۰٫۰ کیلومترمربع مساحت و ۲٬۲۴۹ نفر جمعیت دارد.

## خواهرخوانده
شهر Lantriac خواهرخواندهٔ ونرتا هست.